# Gran Premio del Sudafrica 1993
Il Gran Premio del Sudafrica 1993 è stato un Gran Premio di Formula 1 disputato il 14 marzo 1993 sul Circuito di Kyalami. La gara è stata vinta da Alain Prost su Williams. È stata la prima gara per Rubens Barrichello, Luca Badoer e Michael Andretti e l'ultima gara in partenza per Ivan Capelli.
Si tratta dell'ultimo Gran Premio di Formula 1 disputato in Sudafrica (così come in tutto il continente africano).

## Qualifiche
Al suo ritorno alle competizioni dopo un anno sabbatico, Prost ottiene subito la pole position con la Williams Renault, nonostante il fatto che a 1700 metri di altitudine il suo motore non possa far valere tutta la sua superiorità rispetto alla concorrenza; al suo fianco, vicinissimo, si qualifica il rivale di sempre Senna, che ha accettato di correre un altro anno con la McLaren Ford, anche se per la prima parte della stagione il suo sarà di fatto un contratto "a gettone". Il brasiliano arriva al primo Gran Premio dopo aver provato solo una volta la McLaren Ford pochi giorni prima dell'inizio del Mondiale, in un breve test a Silverstone. Alle loro spalle Schumacher, Hill, Alesi e Lehto.

### Classifica
| Pos | No | Pilota               | Costruttore               | Tempo    | Distacco |
| --- | -- | -------------------- | ------------------------- | -------- | -------- |
| 1   | 2  | Alain Prost          | Williams - Renault        | 1:15.696 |          |
| 2   | 8  | Ayrton Senna         | McLaren - Ford            | 1:15.784 | +0.088   |
| 3   | 5  | Michael Schumacher   | Benetton - Ford           | 1:17.261 | +1.565   |
| 4   | 0  | Damon Hill           | Williams - Renault        | 1:17.592 | +1.896   |
| 5   | 27 | Jean Alesi           | Ferrari                   | 1:18.234 | +2.538   |
| 6   | 30 | Jyrki Järvilehto     | Sauber - Ilmor            | 1:18.664 | +2.968   |
| 7   | 6  | Riccardo Patrese     | Benetton - Ford           | 1:18.676 | +2.980   |
| 8   | 26 | Mark Blundell        | Ligier - Renault          | 1:18.687 | +2.991   |
| 9   | 7  | Michael Andretti     | McLaren - Ford            | 1:18.786 | +3.090   |
| 10  | 29 | Karl Wendlinger      | Sauber - Ilmor            | 1:18.950 | +3.254   |
| 11  | 19 | Philippe Alliot      | Larrousse - Lamborghini   | 1:19.034 | +3.338   |
| 12  | 25 | Martin Brundle       | Ligier - Renault          | 1:19.138 | +3.442   |
| 13  | 23 | Christian Fittipaldi | Minardi - Ford            | 1:19.285 | +3.589   |
| 14  | 14 | Rubens Barrichello   | Jordan - Hart             | 1:19.305 | +3.609   |
| 15  | 28 | Gerhard Berger       | Ferrari                   | 1:19.386 | +3.690   |
| 16  | 11 | Alessandro Zanardi   | Lotus - Ford              | 1:19.396 | +3.700   |
| 17  | 12 | Johnny Herbert       | Lotus - Ford              | 1:19.498 | +3.802   |
| 18  | 15 | Ivan Capelli         | Jordan - Hart             | 1:19.759 | +4.063   |
| 19  | 20 | Érik Comas           | Larrousse - Lamborghini   | 1:20.081 | +4.385   |
| 20  | 10 | Aguri Suzuki         | Footwork - Mugen-Honda    | 1:20.237 | +4.541   |
| 21  | 3  | Ukyo Katayama        | Tyrrell - Yamaha          | 1:20.401 | +4.705   |
| 22  | 9  | Derek Warwick        | Footwork - Mugen-Honda    | 1:20.402 | +4.706   |
| 23  | 4  | Andrea De Cesaris    | Tyrrell - Yamaha          | 1:20.660 | +4.964   |
| 24  | 24 | Fabrizio Barbazza    | Minardi - Ford            | 1:20.994 | +5.298   |
| 25  | 21 | Michele Alboreto     | Scuderia Italia - Ferrari | 1:21.893 | +6.197   |
| 26  | 22 | Luca Badoer          | Scuderia Italia - Ferrari | 1:24.737 | +9.041   |

## Gara
Prost parte male; Senna invece prende il comando della gara alla partenza, seguito da Schumacher e da Hill, che poche centinaia di metri più tardi finisce in testacoda (ripartirà dodicesimo e si ritirerà al 18º giro a seguito di una collisione con Zanardi), restituendo la terza posizione al compagno di squadra. Senna allunga, ma ben presto ha problemi alle sospensioni attive e comincia così a correre in difesa. Prost al 13º giro supera Schumacher e si mette a caccia del brasiliano, che attacca per la prima volta al 15º giro; il francese riuscirà a passare solo al 24º giro dopo una serie di duelli ruota a ruota. In quello stesso giro il brasiliano lascia passare anche Schumacher, proprio poco prima che i due rientrino ai box: dopo il cambio gomme, Senna torna davanti. Il tedesco tenta l'attacco al 40º giro, ma forza troppo la staccata, tocca il posteriore della McLaren, si gira e si ritira.
In questo modo diventa terzo il suo compagno di squadra Patrese, che 7 giri dopo però esce di pista a sua volta e si ritira. Prost comanda la gara e l'acquazzone che arriva nella fase finale della gara non lo turba, visto che Senna pensa ad amministrare a distanza la sua seconda piazza. Ne fa le spese invece Warwick su Footwork che, al rientro dopo due anni, va in testacoda sbattendo a muro mentre è in zona punti. Con il terzo posto di Blundell la Ligier torna sul podio a sette anni dal Gran Premio del Brasile 1986. Completano l'ordine di arrivo Fittipaldi quarto su Minardi e Lehto, quinto con la debuttante Sauber.  Nessun'altra vettura arriva al traguardo:  Berger, classificato sesto, è stato tradito dal motore Ferrari ad un giro dalla fine.

### Classifica
| Pos      | No | Pilota               | Costruttore               | Giri | Tempo/Ritiro              | Partenza | Punti |
| -------- | -- | -------------------- | ------------------------- | ---- | ------------------------- | -------- | ----- |
| 1        | 2  | Alain Prost          | Williams - Renault        | 72   | 1:38:45.082               | 1        | 10    |
| 2        | 8  | Ayrton Senna         | McLaren - Ford            | 72   | +1:19.824                 | 2        | 6     |
| 3        | 26 | Mark Blundell        | Ligier - Renault          | 71   | +1 giro                   | 8        | 4     |
| 4        | 23 | Christian Fittipaldi | Minardi - Ford            | 71   | +1 giro                   | 14       | 3     |
| 5        | 30 | Jyrki Järvilehto     | Sauber - Ilmor            | 70   | +2 giri                   | 6        | 2     |
| 6        | 28 | Gerhard Berger       | Ferrari                   | 69   | Motore                    | 15       | 1     |
| 7        | 9  | Derek Warwick        | Footwork - Mugen-Honda    | 69   | Incidente                 | 22       |       |
| Ritirato | 25 | Martin Brundle       | Ligier - Renault          | 57   | Testacoda                 | 12       |       |
| Ritirato | 21 | Michele Alboreto     | Scuderia Italia - Ferrari | 55   | Surriscaldamento          | 25       |       |
| Ritirato | 20 | Érik Comas           | Larrousse - Lamborghini   | 51   | Motore                    | 19       |       |
| Ritirato | 6  | Riccardo Patrese     | Benetton - Ford           | 46   | Testacoda                 | 7        |       |
| Ritirato | 5  | Michael Schumacher   | Benetton - Ford           | 39   | Testacoda                 | 3        |       |
| Ritirato | 12 | Johnny Herbert       | Lotus - Ford              | 38   | Pressione benzina         | 17       |       |
| Ritirato | 29 | Karl Wendlinger      | Sauber - Ilmor            | 33   | Problema elettrico        | 10       |       |
| Ritirato | 14 | Rubens Barrichello   | Jordan - Hart             | 31   | Cambio                    | 14       |       |
| Ritirato | 27 | Jean Alesi           | Ferrari                   | 30   | Sospensione               | 5        |       |
| Ritirato | 19 | Philippe Alliot      | Larrousse - Lamborghini   | 27   | Testacoda                 | 11       |       |
| Ritirato | 24 | Fabrizio Barbazza    | Minardi - Ford            | 21   | Collisione con A.Suzuki   | 24       |       |
| Ritirato | 10 | Aguri Suzuki         | Footwork - Mugen-Honda    | 21   | Collisione con F.Barbazza | 20       |       |
| Ritirato | 22 | Luca Badoer          | Scuderia Italia - Ferrari | 20   | Cambio                    | 26       |       |
| Ritirato | 0  | Damon Hill           | Williams - Renault        | 16   | Collisione con A.Zanardi  | 4        |       |
| Ritirato | 11 | Alessandro Zanardi   | Lotus - Ford              | 16   | Collisione con D.Hill     | 16       |       |
| Ritirato | 7  | Michael Andretti     | McLaren - Ford            | 4    | Incidente                 | 9        |       |
| Ritirato | 15 | Ivan Capelli         | Jordan - Hart             | 2    | Incidente                 | 18       |       |
| Ritirato | 3  | Ukyo Katayama        | Tyrrell - Yamaha          | 1    | Trasmissione              | 21       |       |
| Ritirato | 4  | Andrea De Cesaris    | Tyrrell - Yamaha          | 0    | Trasmissione              | 23       |       |

## Classifiche

### Piloti
| Pos | Pilota               | Punti |
| --- | -------------------- | ----- |
| 1   | Alain Prost          | 10    |
| 2   | Ayrton Senna         | 6     |
| 3   | Mark Blundell        | 4     |
| 4   | Christian Fittipaldi | 3     |
| 5   | Jyrki Järvilehto     | 2     |
| 6   | Gerhard Berger       | 1     |

### Costruttori
| Pos | Team             | Punti |
| --- | ---------------- | ----- |
| 1   | Williams-Renault | 10    |
| 2   | McLaren-Ford     | 6     |
| 3   | Ligier-Renault   | 4     |
| 4   | Minardi-Ford     | 3     |
| 5   | Sauber-Ilmor     | 2     |
| 6   | Ferrari          | 1     |

## Fonti
- teamdan.org, su silhouet.com. URL consultato il 26 maggio 2009.
- GpUpdate.com [collegamento interrotto], su f1.gpupdate.net. URL consultato il 26 maggio 2009.
- Grandprix.com. URL consultato il 26 maggio 2009.